# Castello di Goldegg
Il castello di Goldegg (Schloss Goldegg in tedesco) si trova nel comune austriaco di Goldegg nel Distretto di Sankt Johann im Pongau appartenente al Land Salisburghese e la sua storia comincia nel XIV secolo.

## Storia

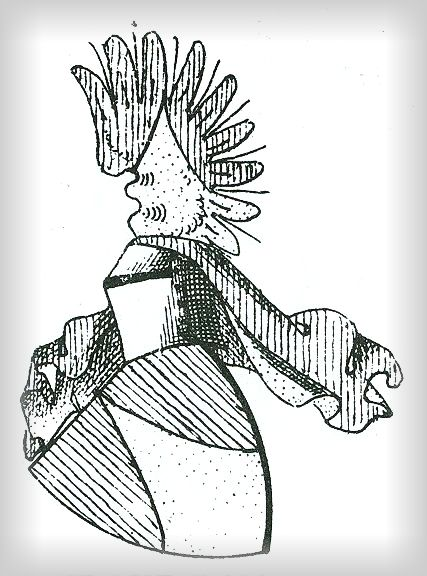
Stemma dei signori di Goldegg secondo lo stemma di Siebmacher

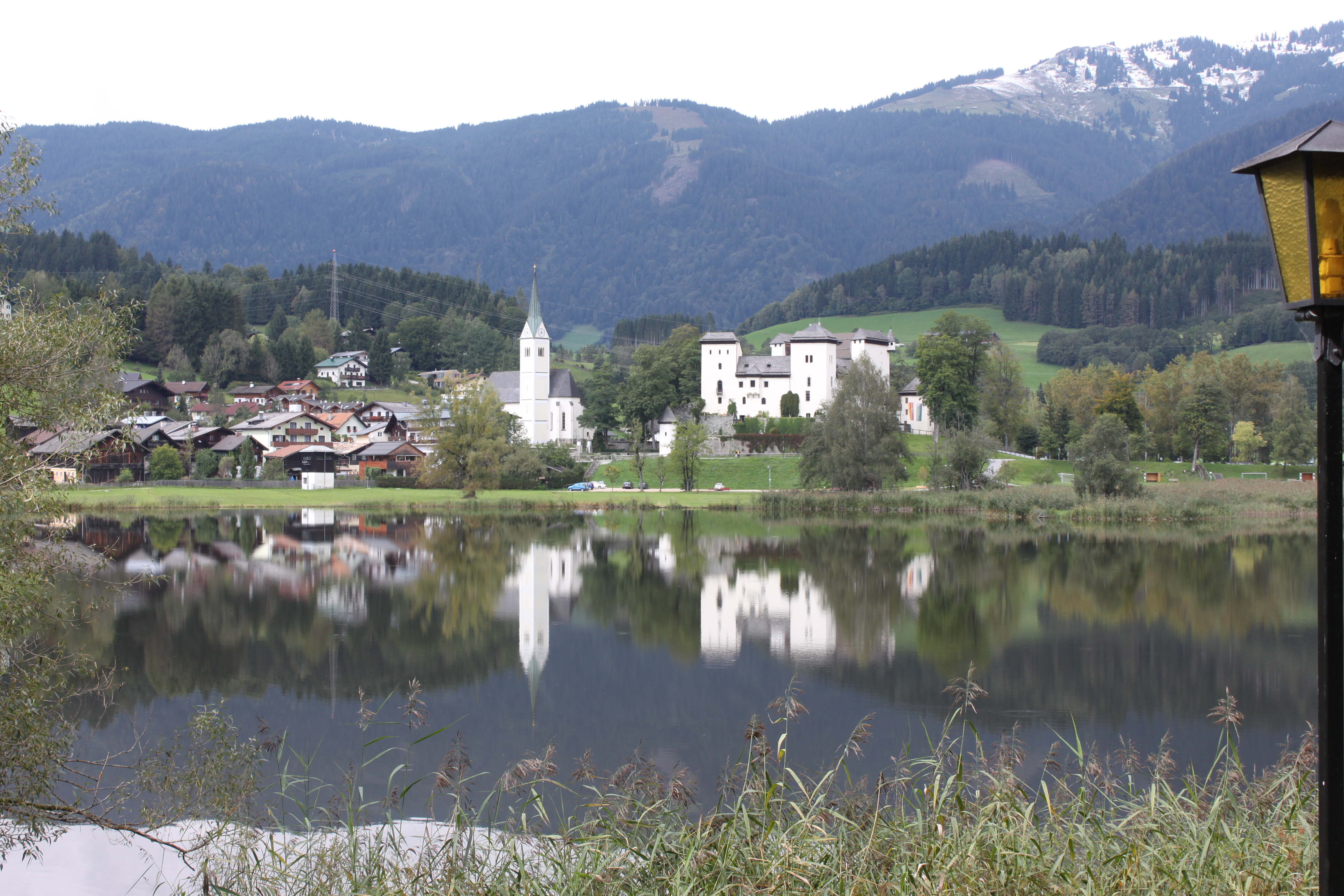
Il castello col lago di Goldegg

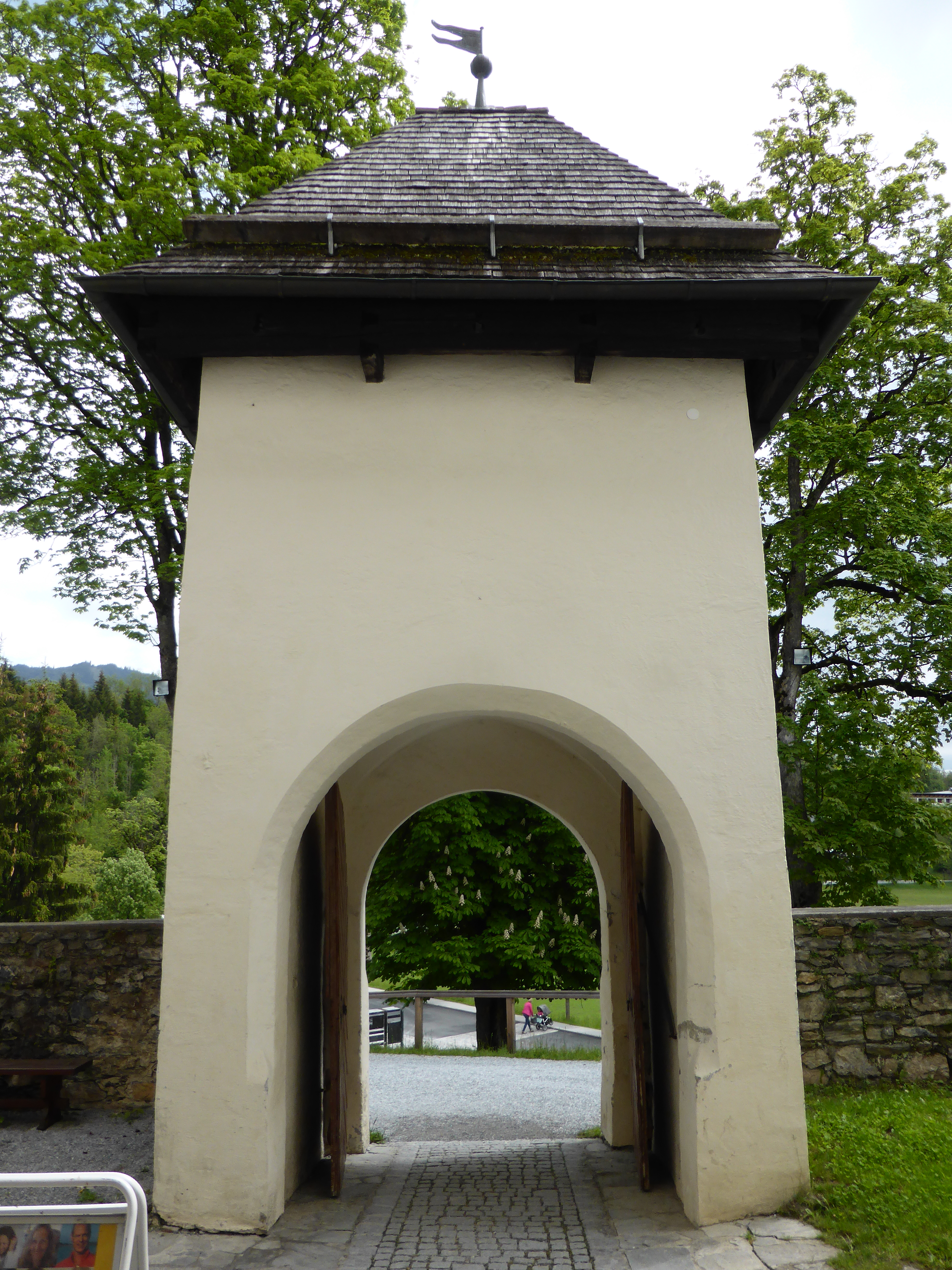
Accesso sulle mura esterne

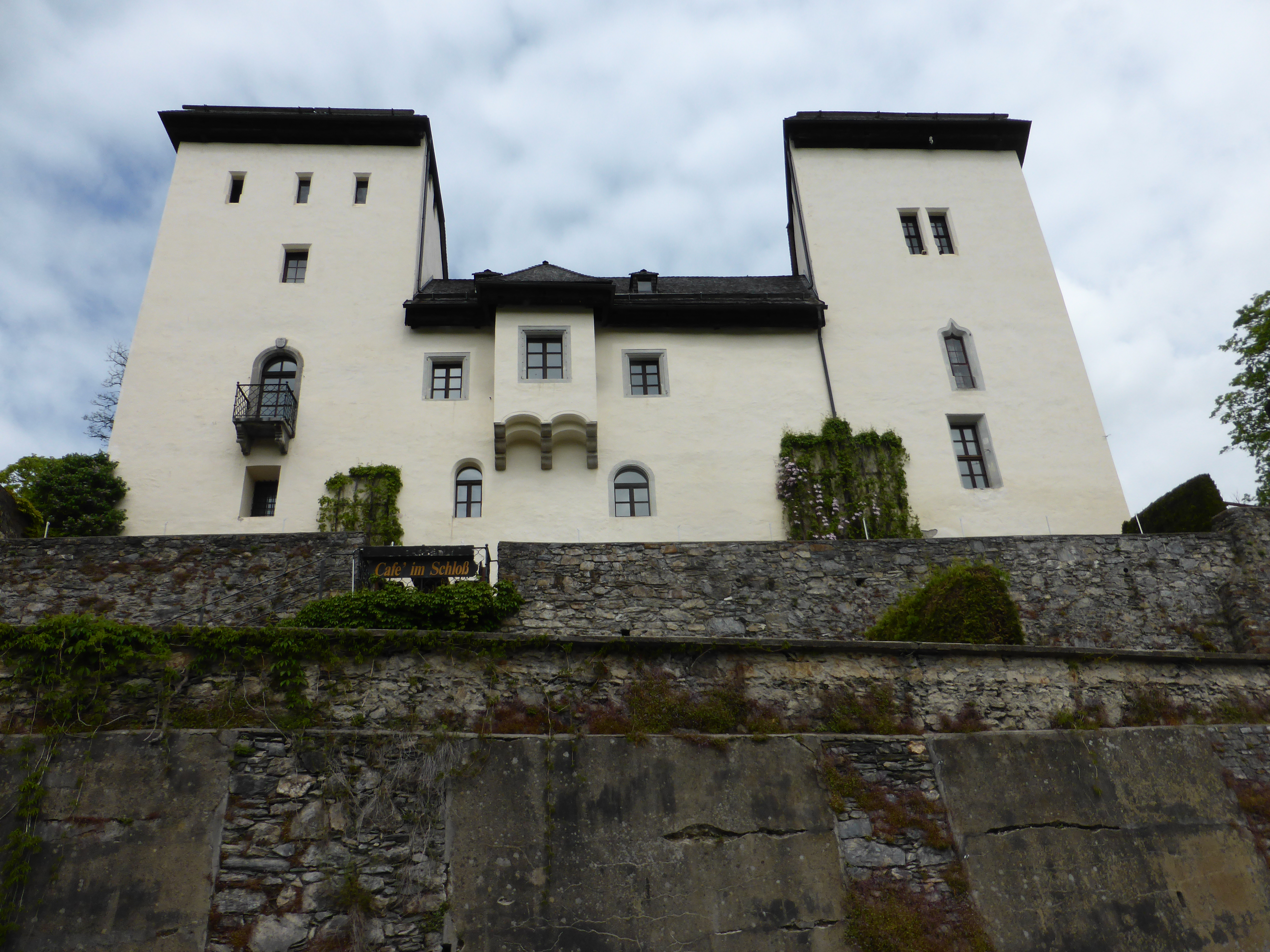
Contrafforte e castello dal basso

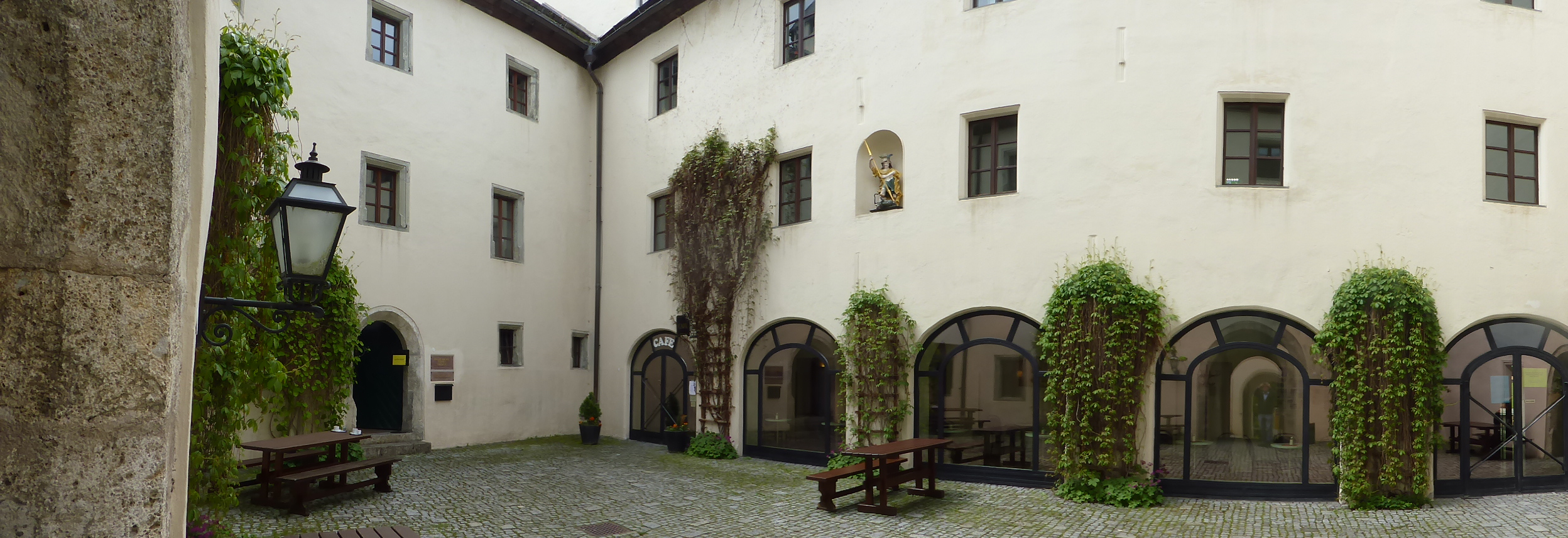
Cortile

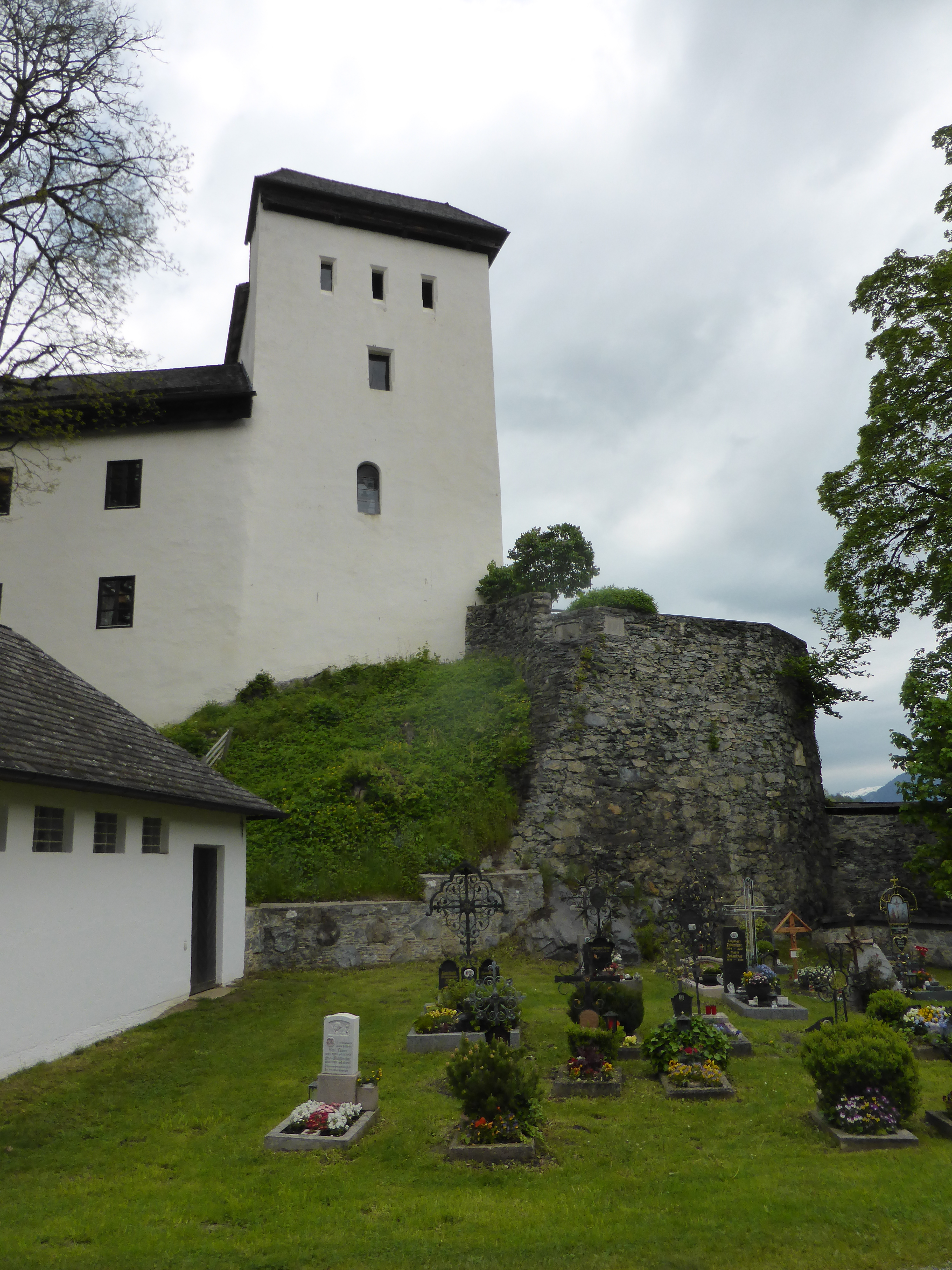
Piccolo cimitero interno

I signori di Goldegg ricordati sin dal 1180 circa furono una delle grandi famiglie ministeriali di Salisburgo e controllavano enormi territori come feudo dei duchi bavaresi fino al 1327. Possedevano diverse fortezze e probabilmente erano discendenti dei signori di Pongau, citati più volte nel XII secolo. Il loro castello originale si trovava nella vicina Altenhof e aveva la funzione di mantenere in sicurezza la strada che collegava il Pongau col Pinzgau. Wulfing von Goldegg si schierò con la Baviera nella disputa sul trono tedesco tra Ludwig von Wittelsbach e Federico il Bello d'Austria, mentre l'arcivescovo Federico III di Salisburgo sostenne l'austriaco. Dopo la battaglia di Mühldorf nel 1322, in cui vinsero i bavaresi, l'arcivescovo fece radere al suolo tutti i castelli di Goldegger ma l'anno successivo concesse a Wulfing il permesso di costruire un nuovo castello. Haug von Goldegg fu l'ultimo erede della sua famiglia e morì nel 1400. La sua lapide si trova nell'abbazia benedettina di San Pietro a Salisburgo. Due anni prima della sua morte Haug aveva venduto la maggior parte dei suoi beni all'arcivescovo Gregorio Schenk di Osterwitz. La figlia Dorothea ereditò il castello di Goldegg con altri possedimenti e il figlio di lei, Wolfgang von Freundsberg fu il suo unico erede e morì senza discendenza nel 1449. L'arcivescovo di Salisburgo occupò a quel punto Goldegg. Nel 1450 l'arcivescovo concesse in feudò il castello alla famiglia Gradner ma quando questi caddero in disgrazia nel 1455 venne loro tolto. Intervenne Ulrich von Freundsberg per prendere il controllo del maniero ma fu una conquista effimera perché l'arcidiocesi di Salisburgo lo riconquistò in breve tempo anche per vie legali e Ulrich von Freundsberg alla fine fu costretto a vendere tutti i suoi possedimenti a Salisburgo e in Tirolo. Vi fu una rivilta contadina e il castello venne assediato per una settimana ma la rivolta fu brutalmente repressa e subito dopo il fratello dell'arcivescovo, Balthasar von Weißpriach, fu incaricato della custodia di Goldegg. Nel 1481 l'arcivescovo Bernhard von Rohr lo vendette, per difficoltà finanziarie, al suo custode di Radstadt, Wilhelm Graf, che nel frattempo aveva acquisito il titolo di "von Schernberg". Poiché all'arcivescovo era stato concesso il diritto di ricomprarli, li riprese due anni dopo. Successivamente, devono essere stati eseguiti ampi lavori di ristrutturazione. Il conte Christoph von Schernberg, che si era distinto nella guerra dei contadini del 1526 e nella difesa della città di Radstadt, ottenne il castello come forma di ringraziamento vescovile. Von Schernberg ricostruì nella sua forma recente la struttura, fece collegare le due torri da una nuova ala contenente alloggi più confortevoli e fece così creare un cortile interno chiuso. Il palazzo vecchio venne utilizzato solo con scopi di rappresentanza. Anche la costruzione della magnifica Sala dei Cavalieri risale a al conte Christoph. Come privilegio speciale nel 1530 ottenne il diritto di sigillare i suoi documenti e le sue lettere con la ceralacca rossa e lo stemma di famiglia venne arricchito. Intanto il castello aveva perso da tempo la sua importanza strategica poiché all'inizio del XVI secolo erano state modificate le vie di comunicazione. Christoph von Schernberg a quel punto vendette il feudo per sopraggiunte difficoltà finanziarie legate alla sua ristrutturazione. L'arcivescovo Wolf Dietrich von Raitenau ne confiscò la proprietà nel 1612 e nominò il barone Dietrich von Kuen-Belasy come suo tutore a vita. I cannoni che si trovavano nella fortezza furono spostati a Hohenwerfen. Dopo la secolarizzazione di Salisburgo, il castello venne ceduto in affitto, ospitò il tribunale e vi furono create celle per detenuti. Nel 1838 ebbero luogo importanti lavori di ristrutturazione in relazione alla costruzione di una nuova casa di cura, venne rialzato il tetto e costruita una nuova scala. Nel 1854 l'edificio era già in stato di rovina ma si conservava l'interno storico. Nel 1859, il conte Max O'Donell, noto per il suo ruolo nel prevenire un attentato all'imperatore Francesco Giuseppe, acquistò il palazzo e lo restaurò completamente. Già nel 1874 tuttavia fu venduto al conte Hubert von Galen. Dopo il 1938 l'edificio fu adibito a colonia di vacanze per ragazze. Nel 1959 l'allora proprietaria, la contessa Margarete von Galen, vendette l'edificio all'arcidiocesi di Salisburgo, che già nel 1949 vi aveva allestito una casa per la gioventù e una casa di riposo. Il castello è di proprietà del comune di Goldegg dal 1973 e dopo un'accurata ristrutturazione viene utilizzato come importante centro culturale ed educativo del Pongau. Vi trova sede l'accademia di pittura Schloss Goldegg e il Pongauer Heimatmuseum. Nel 1981 qui si è svolta la mostra statale Riforma-Emigrazione e da allora il castello è stato nuovamente aperto al pubblico.

## Descrizione

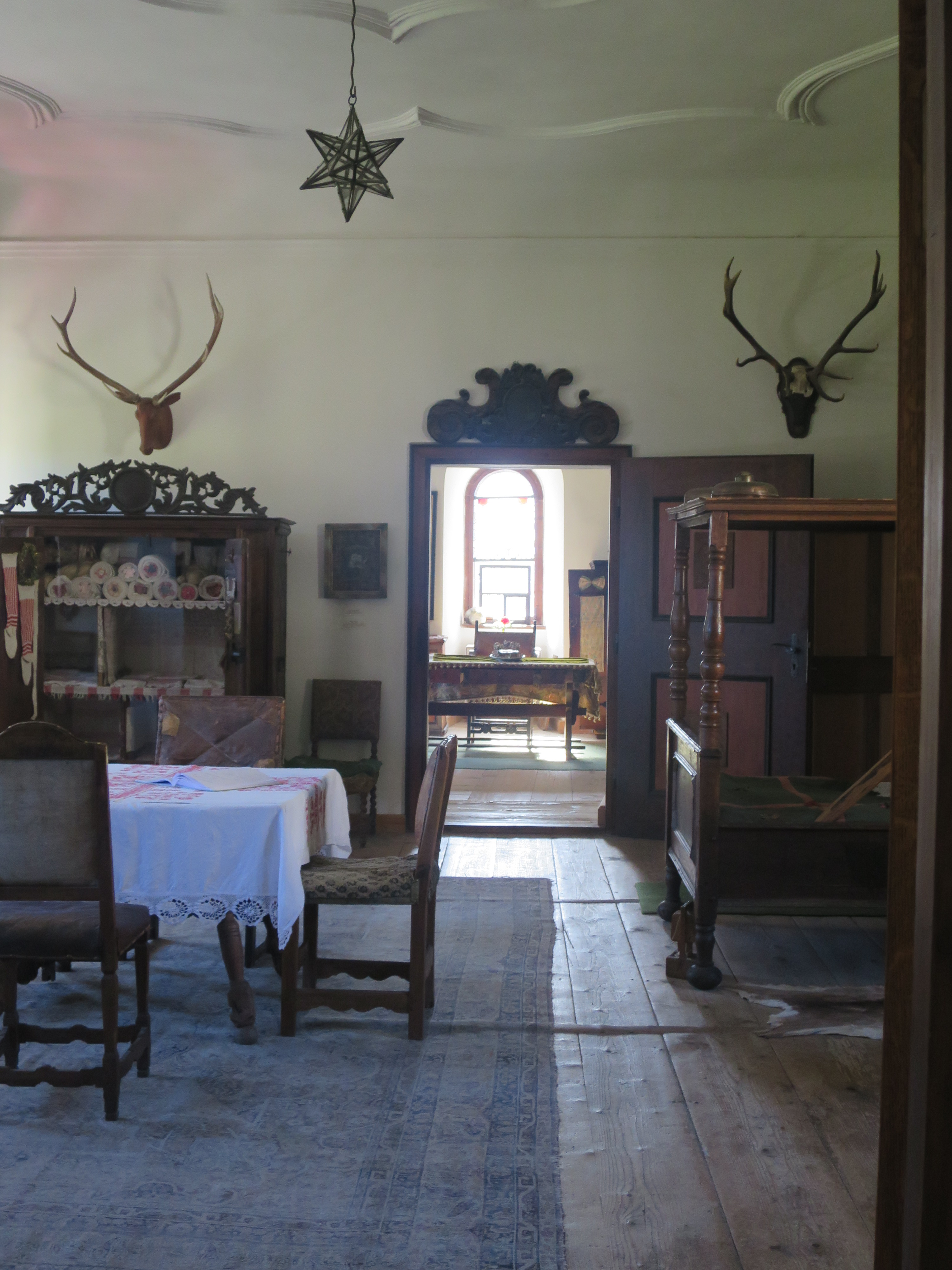
Sala interna

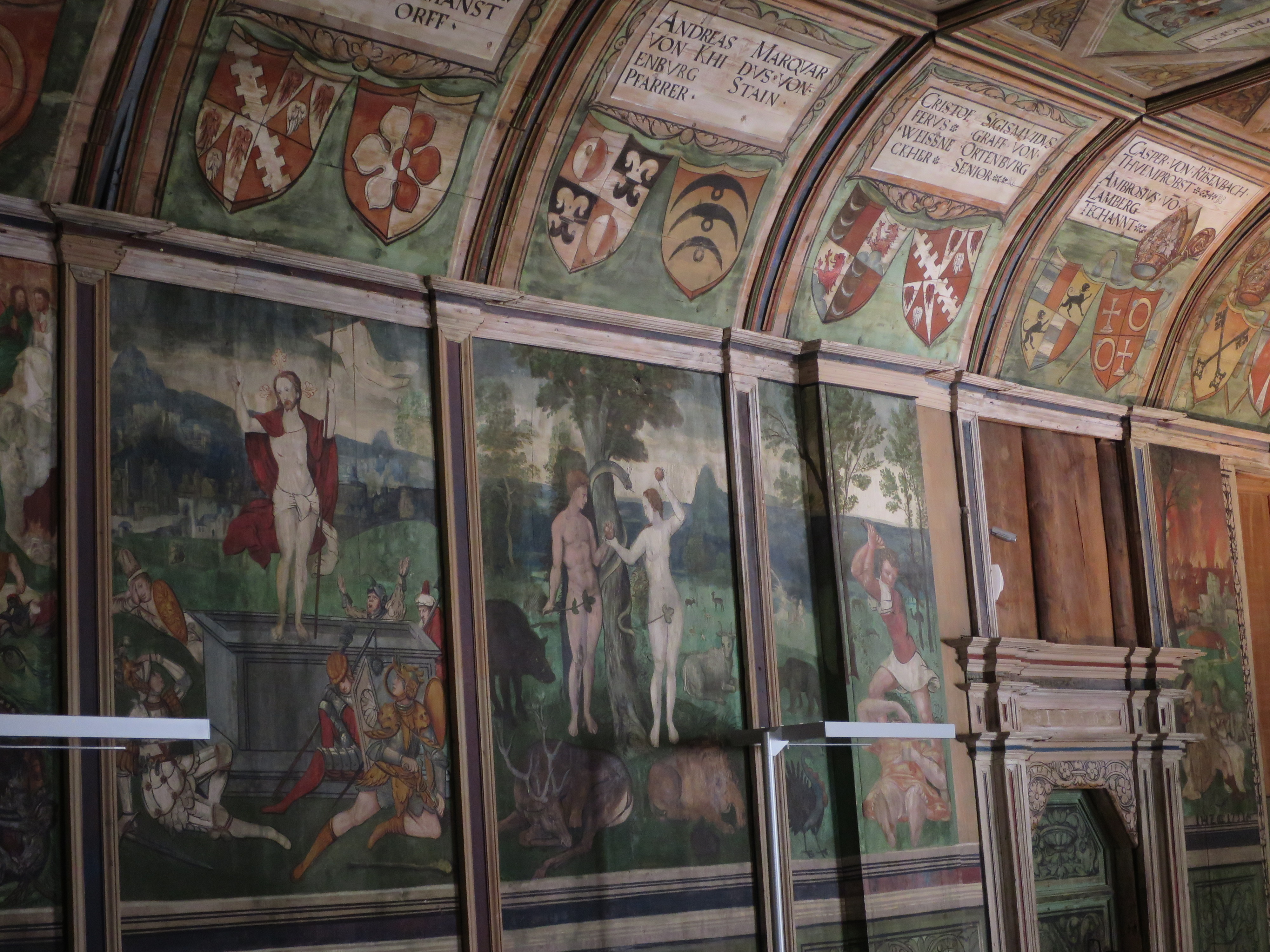
Sala dei Cavalieri, particolare

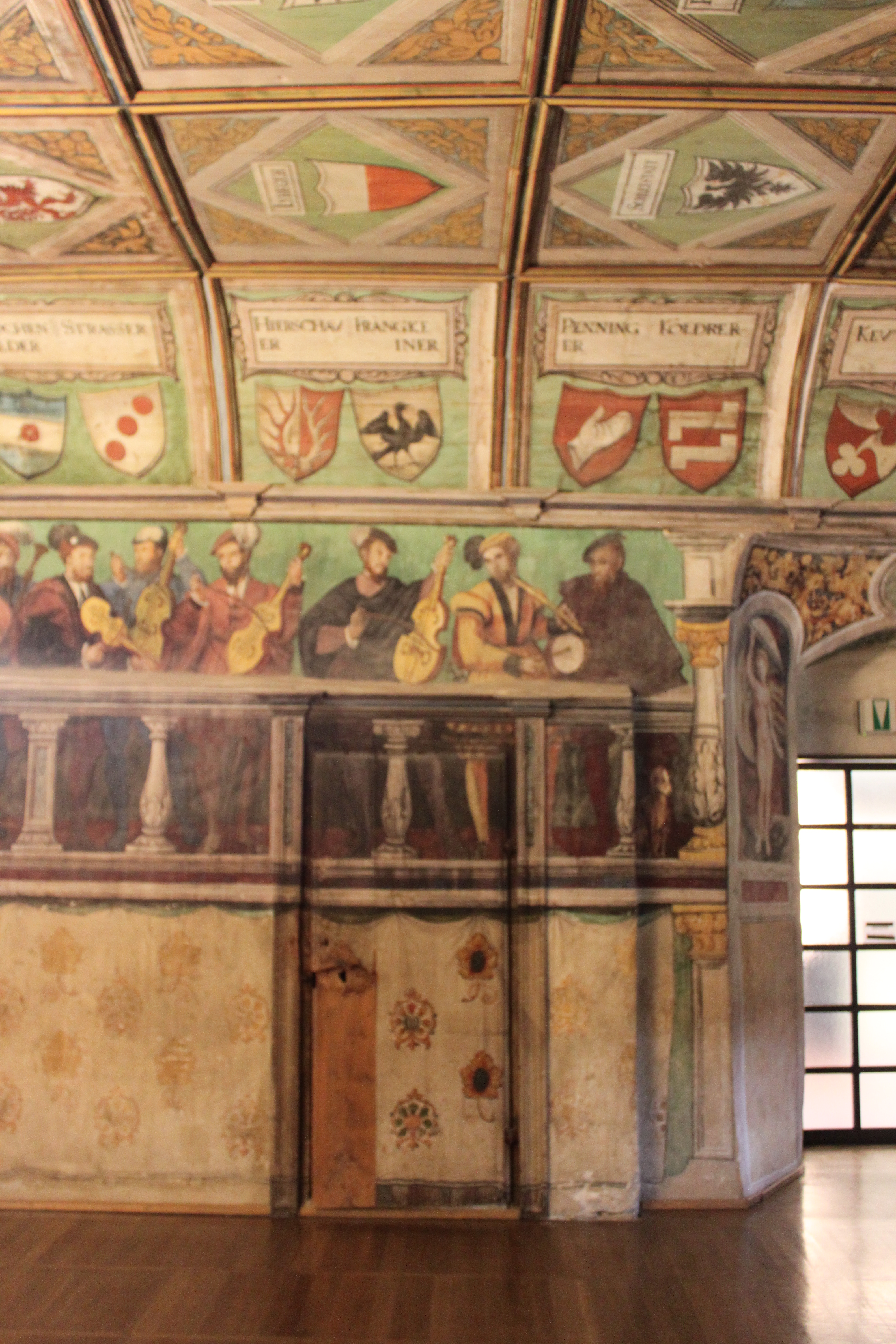
Sala degli Stemmi, particolare

Il castello è situato su una piccola collina rocciosa sopra il lago Goldegg a nord-est della chiesa parrocchiale nel comune austriaco omonimo nel Distretto di Sankt Johann im Pongau appartenente al Land Salisburghese. Il suo nucleo risale alla prima metà del XIV secolo ma fu ristrutturato nel XVI secolo. Sul lato est, un ponte in pietra conduce ad una porta con portale ad arco a tutto sesto. Attraverso il piccolo cortile rettangolare si accede all'ingresso che presenta due campate con volte a crociera e risale alla fondazione del castello. Al piano terra, il lato ovest presenta arcate a cesto in muratura. Al centro del cortile si trova una fontana con colonna in marmo rosso della prima metà del XVI secolo. Gli angoli esterni del castello sono rinforzati da quattro torri disuguali sormontate da una corona lignea con serrature e tetti bassi. Il palazzo vecchio (la truttura originale) e le due torri angolari meridionali risalgono ai signori di Goldegg. La torre di nord-ovest e la torre di nord-est vennero costruite dal conte Wilhelm intorno al 1500. Le finestre all'esterno sono state tutte rinnovate e solo sul lato sud si sono conservate strette aperture con archi a chiglia con anche un bovindo. Agli angoli del muro orientale a nord c'è una torre ottagonale che si allunga in un edificio rettangolare ai piani inferiori, e una torre rotonda è attaccata all'angolo meridionale. Di fronte al lato sud c'è un secondo edificio un po' più basso con una torre rotonda a ovest. Qui si conserva un leone barocco sdraiato in arenaria gialla. Il Palas (la struttura più antica) ospita al primo piano gli arredi lignei originali del XIV secolo e al secondo piano la grande sala degli stemmi. Il soffitto della stanza è ligneo e l'intera struttura è assemblata senza un solo chiodo. La sala più importante del castello dal punto di vista storico e artistico è la Sala dei Cavalieri al secondo piano dell'ala nord che fu costruita nel 1536 dal conte Christoph come sala da ballo rappresentativa in stile rinascimentale. Il suo soffitto in legno di pino conserva un totale di 137 stemmi in 107 campi quadrati, dipinti a tempera su tavola di legno. I 60 stemmi presenti sulle pareti raffigurano ciascuno quattro rappresentanti dei feudi del Sacro Romano Impero. Oltre agli stemmi degli otto vescovadi suffraganei di Salisburgo (Regensburg, Freising, Passau, Brixen, Gurk, Chiemsee, Seckau, Lavant) e di due grandi monasteri (Admont e St. Peter), nelle parti d'angolo sono rappresentati quelli dei 24 membri del capitolo della cattedrale e dei 38 membri della nobiltà provinciale salisburghese. Le pareti sono affrescate nella parte superiore, mentre la metà inferiore è a cassettoni lignei. Le xilografie che servirono da modelli per le rappresentazioni pittoriche della stanza furono realizzate da Hans Burgkmair tra il 1515 e il 1519 mentre il pittore degli affreschi e dei pannelli del soffitto è sconosciuto.

### Bene architettonico tutelato
Il castello di Goldegg in Austria è un bene sottoposto a tutela artistica col numero 35766.